# Pansarskeppet Oscar II:s långresor
Pansarskeppet Oscar II:långresor är en förteckning över samtliga långresor som det svenska pansarskeppet Oscar II genomförde mellan 1909 och 1936.

## 1909–1910
Första långresan. 
Färdväg
1. Sverige
2. Le Havre, Frankrike
3. Malta, Italien
4. Alexandria, Egypten
5. Naxos, Grekland
6. Syros, Grekland
7. Naxos, Grekland
8. Smyrna, Turkiet
9. Milos, Grekland
10. Venedig, Italien
11. Neapel, Italien
12. Capri, Italien
13. Toulon, Frankrike
14. Lissabon, Portugal
15. Sverige

## 1911–1912
Färdväg
1. Sverige
2. Stettin, Polen
3. Leith, Edinburgh, Skottland
4. Kiel, Tyskland
5. Amsterdam, Nederländerna
6. Köpenhamn, Danmark
7. Göteborg
8. Wilhelmshaven, Tyskland
9. Le Havre, Frankrike
10. Portsmouth, England
11. Hamburg, Tyskland
12. Sverige

## 1912
Utlandsresan 1912 skedde tillsammans HMS Dristigheten, HMS Fylgia, HMS Sigurd. Med på HMS Oscar II var Sveriges dåvarande kung, Gustaf V som skulle träffa tsaren av Ryssland, Nikolaj II med familj. Fartygschef var kommendörkapten Christian Ericson.
Färdväg
1. Stockholm
2. Viborg, Finland nuvarande Ryssland
3. Karlskrona

## 1929–1930
Färdväg
1. Sverige Karlskrona 29/10-6/11 ,1929
2. La Coruña, Spanien 14/11-17/11
3. Palermo, Sicilien, Italien 26/11-29/11
4. Alexandria, Egypten 6/12-15/12
5. Konstantinopel, Turkiet 26/12-1/1,1930
6. Pireus, Grekland  12/1-15/1
7. Venedig, Italien  21/1-26/1
8. Toulon, Frankrike  4/2-9/2
9. Sevilla, Spanien  17/2-23/2
10. Calais, Frankrike  3/3-7/3
11. Sverige Malmö  13/3-14/3
12. Sverige Karlskrona  17/3-28/3   Datum enligt Färdplan

## 1934
Färdväg
1. Sverige
2. Taarbaek, Danmark
3. Vlissingen, Nederländerna
4. Funchal, Madeira, Portugal
5. Cardiff, Wales
6. Saint Helier, Jersey, Kanalöarna, England
7. Leith, Edinburgh, Skottland
8. Sverige

## 1934–1935
Färdväg
1. Karlskrona Avseglade 29 november 1934
2. Den Helder, Nederländerna Anlöpte 3 december 1934, avseglade 6 december 1934
3. Vlissingen, Nederländerna Anlöpte 8 december 1934
4. Gibraltar Anlöpte 17 december 1934
5. Alicante, Spanien Anlöpte 20 december 1934, avseglade 23 december 1934
6. Bône, Algeriet Anlöpte 27 december 1934
7. Tunis, Tunisien Anlöpte 29 december 1934, avseglade 2 januari 1935
8. Alexandria, Egypten Anlöpte 9 januari 1935, avseglade 17 januari 1935
9. Pireus, Grekland Anlöpte 22 januari 1935, avseglade 27 januari 1935
10. Neapel, Italien Anlöpte 2 februari 1935, avseglade 7 februari 1935
11. Palma, Mallorca, Spanien Anlöpte 22 februari 1935, avseglade 24 februari 1935
12. Gibraltar Anlöpte 28 februari 1935, avseglade 4 mars 1935
13. Portsmouth, England Anlöpte 12 mars 1935, avseglade 15 mars 1935
14. Malmö Anlöpte 21 mars 1935

## 1935
Färdväg
1. Sverige
2. Shiedam, Nederländerna
3. Lissabon, Portugal
4. Swansea, Wales
5. Gravesend, England
6. Kiel, Tyskland
7. Sverige

## 1936
Färdväg
1. Sverige
2. Taarbaek, Danmark
3. Vlaardingen, Nederländerna
4. Cadiz, Spanien
5. Casablanca, Marocko
6. Brest, Frankrike
7. Cardiff, Wales
8. Belfast, Irland
9. Bremen, Tyskland
10. Sverige